# Hipótese Medeia
Hipótese Medeia, é uma hipótese criada pelo paleontólogo Peter Ward, que oferece um argumento oposto ao da mais conhecida Hipótese Gaia, segundo a qual os seres vivos de um planeta tendem a criar uma biosfera adequada a perpetuação da vida. Segundo Ward, na verdade, a biosfera não se regula automaticamente para manter o equilibro e suporte a vida, pelo contrário, a vida luta para sobreviver as constantes mudanças do ambiente.
O nome da hipótese foi inspirado no mito grego de Medeia, Medeia é descrita como princesa da Cólquida, descendente de deuses e conhecedora das artes mágicas, foi a esposa do príncipe Jasão que teve com ela dois filhos. Quando foram para Atenas ele a recusa para se casar com a filha do rei. Entre o amor pelos filhos e a ira pelo marido, o único modo dela se vingar de Jasão era usar seus filhos como emissários de presentes envenenados para a noiva, que também morrem em decorrência da feitiçaria. Um mito que mostra a atitude contraditória de uma mãe disposta a sacrificar seus filhos pela vingança.
A teoria de Ward se baseia nos indícios de diversas extinções em massa ocorridas ao longo dos tempo no planeta Terra devido a alterações da atmosfera, que incluem:
- Envenenamento por Metano, 3,5 bilhões de anos.
- Grande evento de oxigenação, 2,7 bilhões de anos atrás.
- Terra bola de neve duas vezes, 2,3 bilhões anos atrás, e 790-630 milhão anos atrás.
- E, pelo menos cinco supostas extinções em massa induzidas por sulfeto de hidrogênio, como a Extinção do Permiano-Triássico, 251.4 milhões de anos atrás.